# Рафаель Бланшар
Рафаель Бланшар (фр. Raphaël Blanchard, повне ім'я Рафаель Анатоль Еміль Бланшар, фр. Raphaël Anatole Émile Blanchard; 28 лютого 1857, Сен-Кристоф-сюр-ле-Не — 7 лютого 1919, Париж) — французький паразитолог і зоолог. Відомий вивченням збудників опісторхозу. Бланшар був дослідником, який мало займався клінічною медициною, оскільки був насамперед натуралістом. Його вважали одним із французьких піонерів паразитології та медичної зоології.

## Біографія
Після завершення класичного навчання у віці 17 років розпочав у жовтні 1874 року навчання медицині на відповідному факультеті Паризького університету. У 1876 році приєднався до роботи в лабораторії зоологічної гістології в Еколь де Хойт-Етюдс. З 1875 по 1877 рік був препаратором у Чарльза Робіна та Жоржа Поше. Він освоїв основи експериментальної тератології разом із Поше. 8 червня 1876 року, незважаючи на свій юний вік, узяв участь у вступному засіданні Зоологічного товариства Франції як член-засновник.
У 1877 році Паризькою міською радою йому було надано грант на наукову подорож, що дозволило йому протягом року відвідувати Німеччину та Австрію, Віденський, Лейпцизький, Берлінський та Боннський університети. Вивчав ембріологію у Відні, потім порівняльну анатомію в Бонні. Став у 1879 році генеральним секретарем Зоологічного товариства Франції і залишався ним до 1900 року. З 1879 по 1900 рік опублікував багато статей у Віснику Зоологічного товариства Франції та «Спогадах» цього товариства. Невтомний дослідник, Бланшар провів багато досліджень з описової зоології. Він виявив багато нових факторів стосовно п'явок, стрічкових гельмінтів (тенеїд), ціп'яків, ангілостом, паразитичних диптерів (комарів). Він також досліджував найрізноманітніші біологічні об'єкти: найпростіших, молюсків, паразитичних червів, кліщів, міріаподів, комах і навіть крокодилів.
У 1880 році отримав новий грант для спеціальної місії вивчення біологічних наук та організації університетів за кордоном. Подорожував до Німеччини, Російської імперії, Фінляндії, Швеції, Норвегії та Данії.
Під керівництвом Поля Бера підготував і захистив у 1880 році дисертацію, присвячену анестезії оксидом азоту, ставши доктором медицини. У 1882 році він отримав ліцензію з природничих наук, а у 1883 році призначено доцентом з природничих наук медичного факультету Паризького університету.
З 1877 по 1883 рік він був препаратором у Пола Бера в лабораторії фізіології Сорбонни, тоді ж репетитором курсу загальної фізіології в Національному агрономічному інституті і в 1878 році став професором природознавства в ліцеї Луї-ле-Гранд, потім у ліцеї Сен-Луї до 1884 року.
У 1884 році став професором Школи антропології. Того ж року — почесним членом Товариства біології. У 1889 році був генеральним секретарем І Міжнародного конгресу зоології, який відбувся в Парижі з нагоди Всесвітньої виставки. Брав безпосередню участь у роботі двох секцій конгресу: поширення тварин та зоологічної номенклатури. З 1889 по 1904 рік брав участь у міжнародних конгресах зоології (трирічних), під час яких прийнято точні правила щодо зоологічної номенклатури. Його запрошено віце-президентом Другого та П'ятого міжнародних конгресів зоології, які відбулися відповідно в Москві в 1892 році та в Берліні в 1901 році.
У віці 37 років його обрано 13 лютого 1894 року в Академію медицини (терапевтична секція). Альфонс Лаверан був доповідачем його кандидатської справи на засіданні Академії.
У 1895 році він став членом Міжнародної комісії із зоологічної номенклатури на Третьому міжнародному конгресі зоології в Лейдені. У 1898 році прийняв головування цією постійною міжнародною комісією на Четвертому міжнародному конгресі зоології в Кембриджі.
Бланшар відвідував курс мікробіології Інституту Пастера в 1896 році. Захопившись мікробіологією, він удосконалив свої дослідження паразитарних хвороб у патології людини. Потім 25 липня 1897 року його призначили професором кафедри природничої історії медицини Паризького медичного факультету. Він впровадив викладання ботаніки, перетворив свою кафедру на кафедру паразитології, запропонувавши викладання цієї мало вивченої області. Організував, завдяки особистим колекціям, музей паразитології. На його прохання кафедра отримала назву кафедри паразитології в листопаді 1906 року.
У 1898 році Бланшар вирішив заснувати спеціалізований часопис «Архів паразитології» (фр. Archives de parasitologie), видав колекцію книг для практичної медицини.
У 1902 році створив Інститут колоніальної медицини медичного факультету Паризького університету. Цей інститут призначений для підготовки лікарів з тропічної паразитології. Того ж року, 29 січня Бланшар заснував разом з деякими колегами Французьке товариство історії медицини.
На засіданні 9 січня 1906 року Бланшар представив членам Зоологічного товариства Франції Міжнародні правила зоологічної номенклатури, над якими він працював разом з міжнародним науковим співтовариством з 1889 року.
У 1909 році став членом Товариства екзотичної патології.
В Академії медицини Бланшар був секретарем з 1912 по 1919 рік.

## Наукові роботи
За життя опублікував близько 500 праць. Деякі статті торкаються тем з антропології, педагогіки, історії науки. Але основні публікації, статті в наукових часописах та монографіях стосуються його дослідницької роботи з описової та медичної зоології. Близько 50 статей стосуються п'явок та близько 30 — диптерів. Він опублікував разом з Полем Бертом збірник «Елементи зоології». Опублікував разом з Альфонсом Лавераном двотомну працю «Гематозої людини та тварин».
- De l'anesthésie par le protoxyde d'azote d'après la méthode de M. le professeur Paul Bert (Анестезія закисом азоту за методикою професора Пола Берта), Thèse de Médecine, Paris, 1880.
- Éléments de zoologie (Елементи зоології), G. Masson, Paris, 1885. (разом з Полем Бертом)
- Traité de zoologie médicale (Трактат з медичної зоології), Librairie J.-B. Baillière et fils, 2 vol., 1886 & 1890.

- Volume 1 : Protozoaires, histoire de l'œuf, cœlentérés, échinodermes, Vers (aneuriens, plathelminthes, némathelminthes) (Найпростіші, історія утворення яйця, кишковопорожнинні, голошкірі, гельмінти (смоктальники, плоскі черви, нематоди)), 1886.
- Volume 2 : Vers (némathelminthes (suite), géphyriens, bryozoaires, brachiopodes, annélides), mollusques, arthropodes, chordés, (Черви (нематоди продовження), гефіри, мохоподібні, брахіоподи, кольцеподібні), молюски, членистоногі, хордові), 1890.

- Les hématozoaires de l'homme et des animaux (Кров'яні паразити людей і тварин), Rueff et Cie, Paris, 2 vol., 1895. (разом з Альфонсом Лавераном)
- Manifestations dermiques de la goutte chez une perruche (Шкірні прояви подагри в папуги), Bulletin de la Société zoologique de France, Vol.16, 1891, p. 20-21.
- Les Moustiques: Histoire naturelle et médicale (Комарі: природна та медична історія), F.R. de Rudeval, Paris, 1905.
- Règles internationales de la Nomenclature zoologique adoptées par les Congrès internationaux de Zoologie (Міжнародні правила зоологічної номенклатури, прийняті Міжнародними конгресами зоології), Bulletin de la Société zoologique de France, Vol.31 [archive], 1906, p. 15-35.
- Glossaire allemand-français des termes d'anatomie et de zoologie (Німецько-французький словник термінів анатомії та зоології), Asselin et Houzeau, Paris, 1908.
- Épigraphie Médicale: Corpus inscriptionum ad medicinam biologiam que spectantium (Медична епіграфія: Звід біологічних та медичних термінів), Asselin et Houzeau, Paris, 1909.
- L'insecte et l'infection: Histoire naturelle et médicale des arthropodes pathogènes (Комахи та інфекція: Природна та медична історія патогенних членистоногих), Librairie scientifique et litteraire, Paris, 1909.

Він написав численні статті для «Енциклопедичного словника медичних наук» Дешамбра та Леребюлле.